# Univerzitetni kolidž v Londonu
Univerzitetni kolidž v Londonu (angleško University College London, kratica UCL) je javna univerza s sedežem v Londonu in najstarejša ter največja članica sistema Univerze v Londonu. Kljub temu, da je formalno članica krovne univerze, je v vseh drugih pogledih samostojna univerza - ima lastno upravo in vire financiranja ter od leta 2005 tudi pravico do podeljevanja lastnih akademskih nazivov. Kolidž sestavlja 8 fakultet, ki imajo skupno preko 100 oddelkov, inštitutov in raziskovalnih središč. Sedež in glavni kampus kolidža se nahajata v Bloomsburyju v osrednjem Londonu.
Kolidž je bil ustanovljen leta 1826 z imenom Univerza v Londonu (London University) kot prva univerza v mestu in prva angleška univerza brez verske opredelitve. Skupaj z nekaj let za njim ustanovljenim Kraljevim kolidžem v Londonu (King's College London) sta leta 1836 ustanovila Univerzo v Londonu v sodobni obliki, ki ji je kralj odobril ustanovno listino in pravico do podeljevanja akademskih nazivov. Leta 1878 je UCL postal prva angleška visokošolska ustanova, kjer so imele ženske enak status kot moški, in dve leti kasneje so diplomirale prve štiri študentke.
Danes je Univerzitetni kolidž v Londonu ena uglednejših svetovnih visokošolskih ustanov, tako po akademskih kot po raziskovalnih dosežkih. Tu je do leta 2010 študiralo ali poučevalo 21 Nobelovih nagrajencev, od tega jih je 5 prejelo nagrado v času, ko so delovali na UCL. Med bolj znanimi študenti ali predavatelji so polihistor Francis Galton, izumitelj Alexander Graham Bell, filozof John Stuart Mill, politik Tomáš Garrigue Masaryk, kemik William Ramsay, matematik, logik in filozof Augustus De Morgan in matematik James Joseph Sylvester.